# Diplazium petiolare
Diplazium petiolare är en majbräkenväxtart som beskrevs av Karel Presl.
Diplazium petiolare ingår i släktet Diplazium och familjen Athyriaceae. Inga underarter finns listade i Catalogue of Life.